# Polidactilia

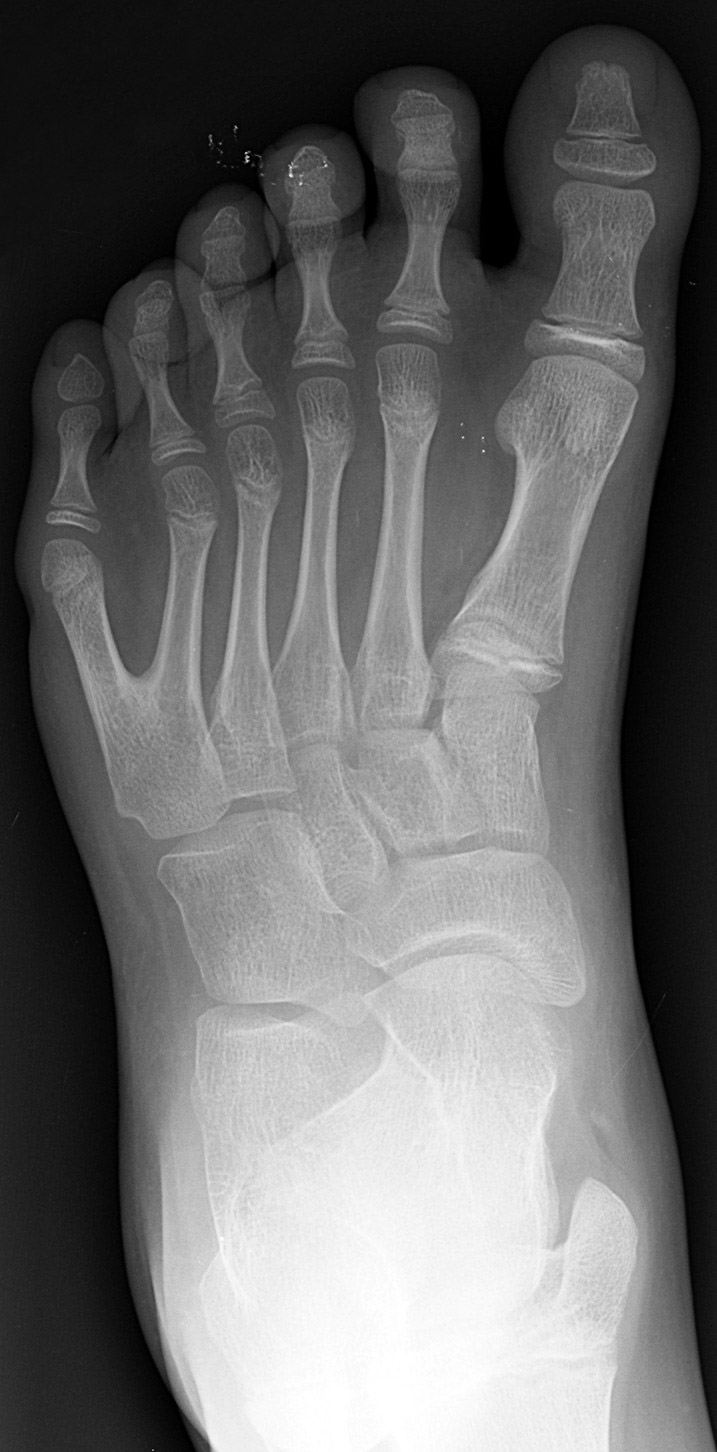
Radiografía de un pie izquierdo con polidactilia

La polidactilia (del griego poly, ‘muchos’ y daktylos, ‘dedo’) es un trastorno genético donde un humano nace con más dedos en la mano o en el pie de los que le corresponde (normalmente un dedo más). Se detecta en el momento del nacimiento. A estos dedos se les llama «dedos extra» o «dedos supernumerarios».
La polidactilia afecta a la mano o al pie en diferentes formas, pero no es una malformación que afecte a la salud de la persona aunque, en algunos casos, puede estar asociada a una anomalía genética más seria en la que pueden existir otras malformaciones físicas.

## Epidemiología
Esta anomalía afecta a uno de cada 500 bebés nacidos vivos, aunque la frecuencia aumenta en ciertos grupos (como los Amish a causa del efecto fundador o en los individuos de raza negra), con mayor incidencia en hombres que en mujeres.[cita requerida]

## Etiología
Este trastorno puede ser causado por una mutación cromosómica, como el síndrome de Patau (trisomía del par 13), pero también puede presentarse naturalmente por un solo gen. Es recomendable realizar al menos un examen físico buscando otras alteraciones que hagan sospechar de algún trastorno genético.

## Cuadro clínico
El dedo adicional es generalmente un pequeño pedazo de tejido fino y suave. A veces contiene el hueso sin articulaciones; ocasionalmente el dedo se encuentra completo y funcional. El dedo extra suele ubicarse tras el meñique de la mano o del pie, es menos frecuentemente del lado del pulgar e inusualmente intercalado entre otros dedos. Suele ser una bifurcación de un dedo normal, y rara vez nace de la muñeca como los demás dedos.

## Tratamiento
El único tratamiento es el quirúrgico, especialmente cuando el dedo es molesto.